# 武仙座AM
武仙座AM 是位於武仙座的一顆紅矮星變星。這顆恆星與大熊座AN，是被稱為高偏振星的激變變星，或武仙座AM型變星的原型。

## 歷史
武仙座AM位於武仙座，於1923年被德國海德堡的天文學家馬克斯·沃夫發現，隨即登錄在Veränderlicher 28.1923，現今的 AN 28.1923，和變星總表內。它是一顆不規則變星，視星等在12至14等之間變化。在1976年，天文學家S. Tapia發現他的光線不僅是線性偏極還有圓偏極，顯示這顆恆星有強烈的磁場環繞在週圍，顯示這個系統比早先認為的還要複雜 。

## 外部連結
- 美国变星观测者协会（AAVSO）的每月變星